# Jacob Bernard-Docker
Jacob Bernard-Docker (* 30. Juni 2000 in Canmore, Alberta) ist ein kanadischer Eishockeyspieler, der seit Juli 2025 bei den Detroit Red Wings in der National Hockey League (NHL) unter Vertrag steht. Zuvor war der Verteidiger knapp vier Jahre für die Ottawa Senators und kurzzeitig für die Buffalo Sabres aktiv. Mit der kanadischen Nationalmannschaft gewann er bei der Weltmeisterschaft 2021 die Goldmedaille.

## Karriere
Jacob Bernard-Docker wurde in Canmore geboren und spielte in seiner Jugend für die Okotoks Oilers in der Alberta Junior Hockey League (AJHL). Nach zwei Jahren dort, und somit ohne in der höherrangigen Western Hockey League (WHL) aufzulaufen, wurde er im NHL Entry Draft 2018 an 26. Position von den Ottawa Senators ausgewählt. Zur Saison 2018/19 nahm der Abwehrspieler ein Studium an der University of North Dakota auf und lief fortan für deren North Dakota Fighting Hawks in der National Collegiate Hockey Conference (NCHC), einer Liga im Spielbetrieb der National Collegiate Athletic Association (NCAA). Mit dem Team gewann er am Ende der Saison 2020/21 die Meisterschaft der NCHC und wurde darüber hinaus im Second All-Star Team der Liga berücksichtigt. Zugleich endete seine College-Karriere nach drei Jahren, indem er im April 2021 einen Einstiegsvertrag bei den Ottawa Senators unterzeichnete.
Nachdem Bernard-Docker noch gegen Ende der Spielzeit 2020/21 zu seinem Debüt in der National Hockey League (NHL) gekommen war, wurde er in der folgenden Spielzeit 2021/22 überwiegend beim Farmteam eingesetzt, den Belleville Senators in der American Hockey League (AHL). Im weiteren Verlauf kam der Verteidiger sukzessive zu mehr Spielzeit in der NHL, sodass er sich während der Saison 2023/24 schließlich in Ottawas Aufgebot etablierte. Er beendete das Spieljahr mit 72 Einsätzen, in denen er 14 Scorerpunkte verzeichnete.
Nach etwa vier Jahren in der Organisation der Senators wurde Bernard-Docker im März 2025 samt Josh Norris an die Buffalo Sabres abgegeben. Im Gegenzug erhielten die Senators Dylan Cozens, Dennis Gilbert sowie ein Zweitrunden-Wahlrecht im NHL Entry Draft 2026. Im Juli 2025 wurde er von den Detroit Red Wings mit einem Einjahresvertrag für die Saison 2025/26 ausgestattet.

### International
Auf internationaler Ebene vertrat Bernard-Docker die kanadische U20-Nationalmannschaft bei der U20-Weltmeisterschaft 2020 und gewann dort mit dem Team die Goldmedaille. Mit der A-Nationalmannschaft nahm er anschließend an der Weltmeisterschaft 2021 und errang auch dort den Weltmeistertitel.

## Erfolge und Auszeichnungen
- 2021 NCHC-Meisterschaft mit der University of North Dakota
- 2021 NCHC Second All-Star Team

### International
- 2020 Goldmedaille bei der U20-Weltmeisterschaft
- 2021 Goldmedaille bei der Weltmeisterschaft

## Karrierestatistik
Stand: Ende der Saison 2024/25

### International
Vertrat Kanada bei:
- U20-Weltmeisterschaft 2020
- Weltmeisterschaft 2021

(Legende zur Spielerstatistik: Sp oder GP = absolvierte Spiele; T oder G = erzielte Tore; V oder A = erzielte Assists; Pkt oder Pts = erzielte Scorerpunkte; SM oder PIM = erhaltene Strafminuten; +/− = Plus/Minus-Bilanz; PP = erzielte Überzahltore; SH = erzielte Unterzahltore; GW = erzielte Siegtore; 1 Play-downs/Relegation; Kursiv: Statistik nicht vollständig)